# Psychologia tłumu (książka)

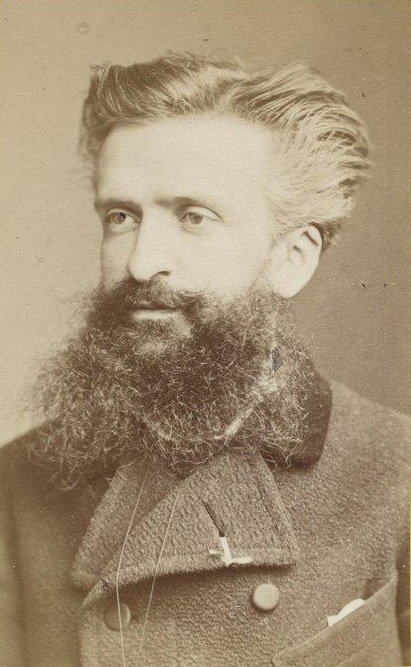
Gustave Le Bon, autor dzieła

Psychologia tłumu (fr. Psychologie des foules) – książka popularnonaukowa autorstwa Gustave'a Le Bona z 1895 poświęcona zagadnieniom funkcjonowania szeroko rozumianych tłumów.

## Wydania
Pierwsze wydanie pracy nastąpiło w 1895 w formie cyklu artykułów we francuskim czasopiśmie "Revue scientifique". Postać książkowa ukazała się w 1897. Pierwsze wydanie polskie pochodzi z 1899 (Altenberg, Lwów), a drugie z 1930 (L. Igel, Lwów, tłumaczenie B. Kaprockiego z 36. wydania francuskiego, które nastąpiło w 1929), wznowione w 1986 przez PWN.

## Treść
Publikując swoją książkę autor zapoczątkował nową dziedzinę badań z pogranicza socjologii i psychologii społecznej – psychologię zbiorowości. Tytuł pracy nie do końca oddaje jej treść. Le Bon jako tłum przyjmował nie tylko zbiegowisko uliczne, ale tez inne zbiorowości, np. parlament, ławę przysięgłych, wyborców, warstwy społeczne, czy narody. Autor dzieli tłumy na heterogeniczne, zarówno bezimienne, anonimowe (zbiegowiska, gapiowie) i nazwane (parlament, trybunał) oraz na homogeniczne, np. sekty, kasty, warstwy. Tłum jest zatem dla Le Bona raczej wszelką zbiorowością, a klasyfikację taką tłumaczył Stanisław Mackiewicz tym, że zbiorowości homogeniczne w czasach współczesnych powstaniu dzieła były pod względem zachowania w części podobne do tłumów heterogenicznych. Jerzy Szacki określał poglądy autora jako wątpliwą koncepcję psychosocjologiczną, w myśl której wiedza o tłumach przekłada się na ogół wyjaśnień w kwestii wszelkich zjawisk społecznych.
Według wizji Le Bona tłum zachowuje się jak jednostka, rozumuje, ma różnorakie przeżycia. Stanowisko to przyczyniło się do wprowadzenia do psychologii i socjologii pojęcia psychiki zbiorowej. Autor zauważa, iż większość zachowań tłumu jest negatywna (oprócz działań bohaterskich, czy ukierunkowania działań). Próbuje również charakteryzować procesy psychiczne jednostek pozostających członkami tłumu, zdając sobie sprawę z faktu, że jednostka taka zachowuje się inaczej niż poza tłumem.

Autor nasycił swoją książkę treściami ideologicznymi i politycznymi, nie pochwalając zmian społecznych, jakie zachodziły na świecie w końcu XIX wieku. Według jego koncepcji rasy, ścierają się w jej obrębie różne idee, odzwierciedlające się w instytucjach, a wynikłe z ducha i doświadczenia. Ideały te z czasem zamierają i władza przechodzi w ręce tłumów, które swoją cywilizację "dobijają". Le Bon twierdził że cywilizacja francuska upada, a upadek ten wspomagały "tłumy": parlament, partie, system wyborczy, prasa i oświata. Za szczególnie szkodliwą ideologię uważał socjalizm, synonim rządu tłumów. Socjalistyczna równość była dlań "chimeryczna" i "fałszywa". Stanowiła narzędzie do podbijania krajów Zachodu i przyszły czynnik upadku cywilizacji europejskiej (Stanisław Grabski wskazywał, że dzieło tłumaczy dobrze fakty z rewolucji bolszewickiej).
Całokształt wspólnych cech jednostek danego narodu wynikających z wpływów środowiska i z dziedziczności, stanowią duszę rasy. Cechy te są dziedziczne, a zatem niezwykle stałe. Gdy jednak pewna ilość ludzi, ulegając pewnym wpływom, chwilowo się zespoli, wtedy obok ich cech dziedzicznych występują na jaw nowe cechy, nieraz bardzo odmienne od cech rasy. Ich całokształt tworzy duszę zbiorową, potężną lecz krótkotrwałą.
Mimo niedostatków, wnioski wynikające z tekstu, pozostawiły trwały ślad naukowy i są do dziś wykorzystywane w badaniach nad tłumami, jak również w działaniach praktycznych różnych instytucji (np. policji).

## Recepcja
Zawarte w pracy twierdzenia posłużyły Adolfowi Hitlerowi za inspirację do napisania Mein Kampf. Hitler studiował Psychologię tłumu wraz z innymi broszurami dotyczącymi wywierania wpływu na masy odbywając w 1924 wyrok więzienia za zorganizowanie puczu monachijskiego.